# Selenocosmia strubelli
Selenocosmia strubelli là một loài nhện trong họ Theraphosidae.
Loài này thuộc chi Selenocosmia. Selenocosmia strubelli được Embrik Strand miêu tả năm 1913.